# Apatou
Apatou ist eine französische Gemeinde mit 10.059 Einwohnern (Stand 1. Januar 2022) im Übersee-Département Französisch-Guayana.

## Geschichte
In den Jahren 1877 bis 1887 grenzten die beiden französischen Forscher Jules Crevaux und Henri Coudreau den französischen Kolonialbesitz gegen die holländischen Kolonie Guyana ab, wobei ihnen Apatou genannte Einheimische als Führer und Träger dienten. Als Lohn für ihre Dienste wurde den Einheimischen das Gebiet um das heutige Apatou vergeben.
Apatou entstand 1976 durch Loslösung aus der ehemaligen Großgemeinde Grand-Santi-Papaichton-Apatou.

## Geografie

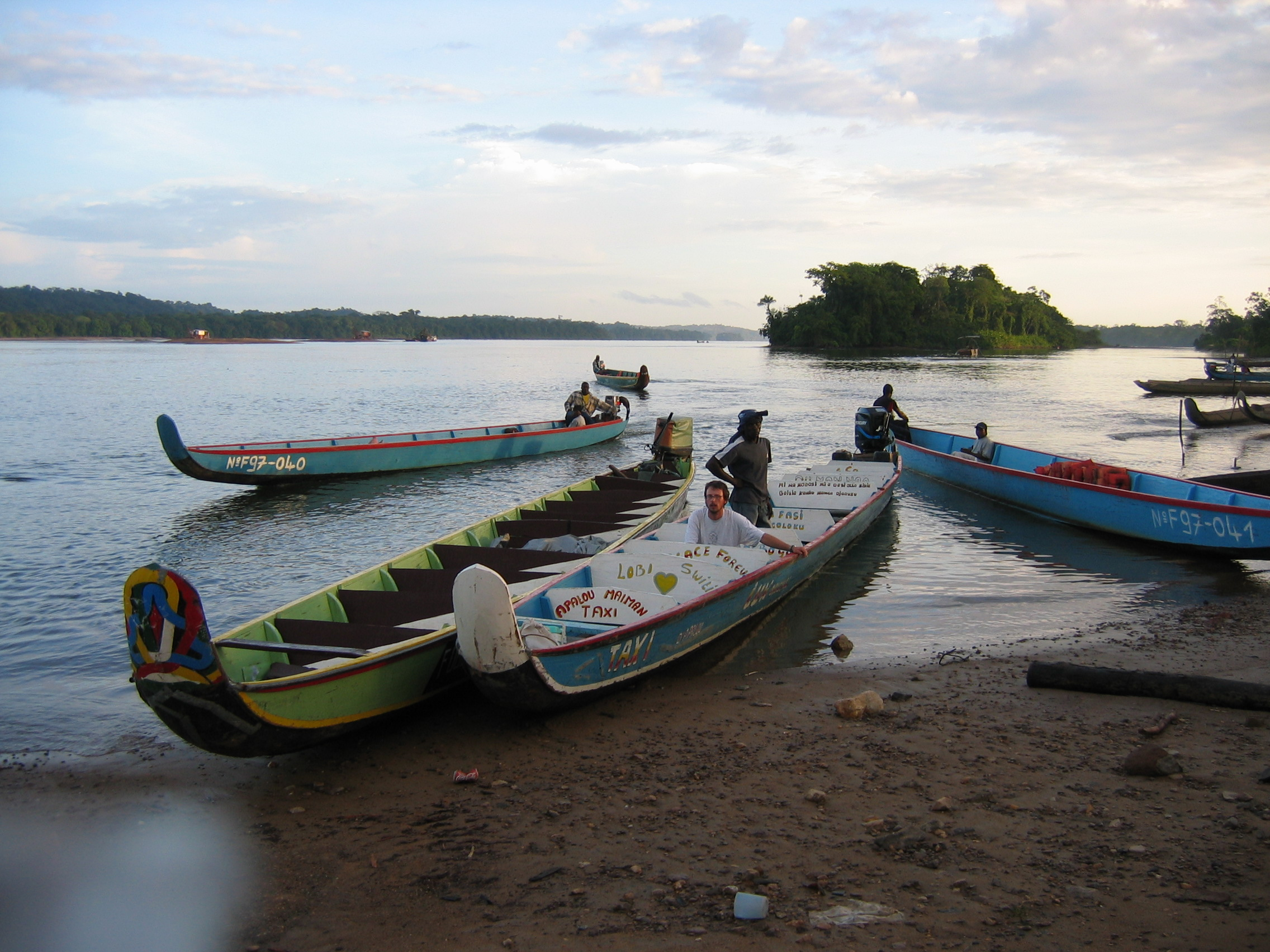
Pirogen am Fluss Maroni in Apatou

Apatou liegt am Fluss Maroni. Seit 2010 gibt es eine Straßenverbindung zwischen St. ´Laurent du Maroni und Apatou. Davor konnte man Apatou nur über den Fluss erreichen. Man benötigt ca. 2 Stunden mit den auf dem Maroni verkehrenden Pirogen von Saint-Laurent-du-Maroni um dorthin zu kommen.